# لويس تشافيس
لويس تشافيس (بالإسبانية: Luis Chaves)‏ هو كاتب وشاعر كوستاريكي، ولد في 28 أغسطس 1969 في سان خوسيه في كوستاريكا.